# Brockville (Ontario)
Brockville és una ciutat canadenca a l'est d'Ontario situada prop de la regió de les Mil Illes al riu Sant Llorenç. En el cens del 2006 tenia 21.957 habitants. (Aglomeració censal: 39.668)

## Història
La població de l'alt riu Sant Llorenç es remunta, almenys, a la fi del període silvícola, per la gent de la península de Point. S'han documentat pictogrames d' òxid de ferro sobre parets rocoses a la propietat de Fulford a Brockville i a Hillcrest a l'oest de Brockville. Des de voltants de 1450 fins algun moment del segle XVI els iroquians de St. Llorenç van establir un grup de llogarets agrícoles en els voltants de Brockville i Prescott; el lloc Roebuck és el més conegut. El 1751, els Oswegatchie havien ocupat la riba nord del Sant Llorenç entre Toniato Creek (ara conegut com Jones Creek, al parc nacional de les Mil Illes) i el Long Sautinent Després de negociacions amb els britànics, es van retirar de la façana a la riba nord del Sant Llorenç el 1784, i es van instal·lar a l'actual Lisboa, Nova York.
Aquesta zona d'Ontario va ser ocupada per primera vegada per anglòfons el 1784, quan van arribar milers de refugiats nord-americans de les colònies americanes després de la Guerra de la Independència dels Estats Units. Posteriorment se'ls va anomenar Loyalists de l'Imperi Unit per la seva fidelitat continuada al rei Jordi III. La lluita entre Gran Bretanya i les 13 Tretze Colònies es va produir entre els anys 1776 i 1783, i va dividir seriosament les lleialtats entre les persones d'algunes colònies com Nova York i Vermont. En moltes zones, els comerciants, especialment a les ciutats o regions frontereres del nord, tenien vincles comercials i fidelitat més forts a la Corona que els fronterers de l'interior. Durant la guerra de sis anys, que va acabar amb la capitulació dels britànics el 1782, molts colons que van romandre fidels a la corona van ser objecte freqüent de dures represàlies i despossessió injusta de les seves propietats pels seus compatriotes. Molts lleials van optar per fugir cap al nord cap a la colònia britànica de Quebec. Gran Bretanya va obrir la regió occidental del Canadà (primer coneguda com l'Alt Canadà i ara Ontario), comprant terres per destinar-les als lleialistes majoritàriament de parla anglesa en compensació de les seves pèrdues, i ajudant-los amb algunes provisions quan fundaven nous assentaments. Els primers anys van ser molt durs, ja que van lluitar a la frontera. Alguns exiliats van tornar als Estats Units.

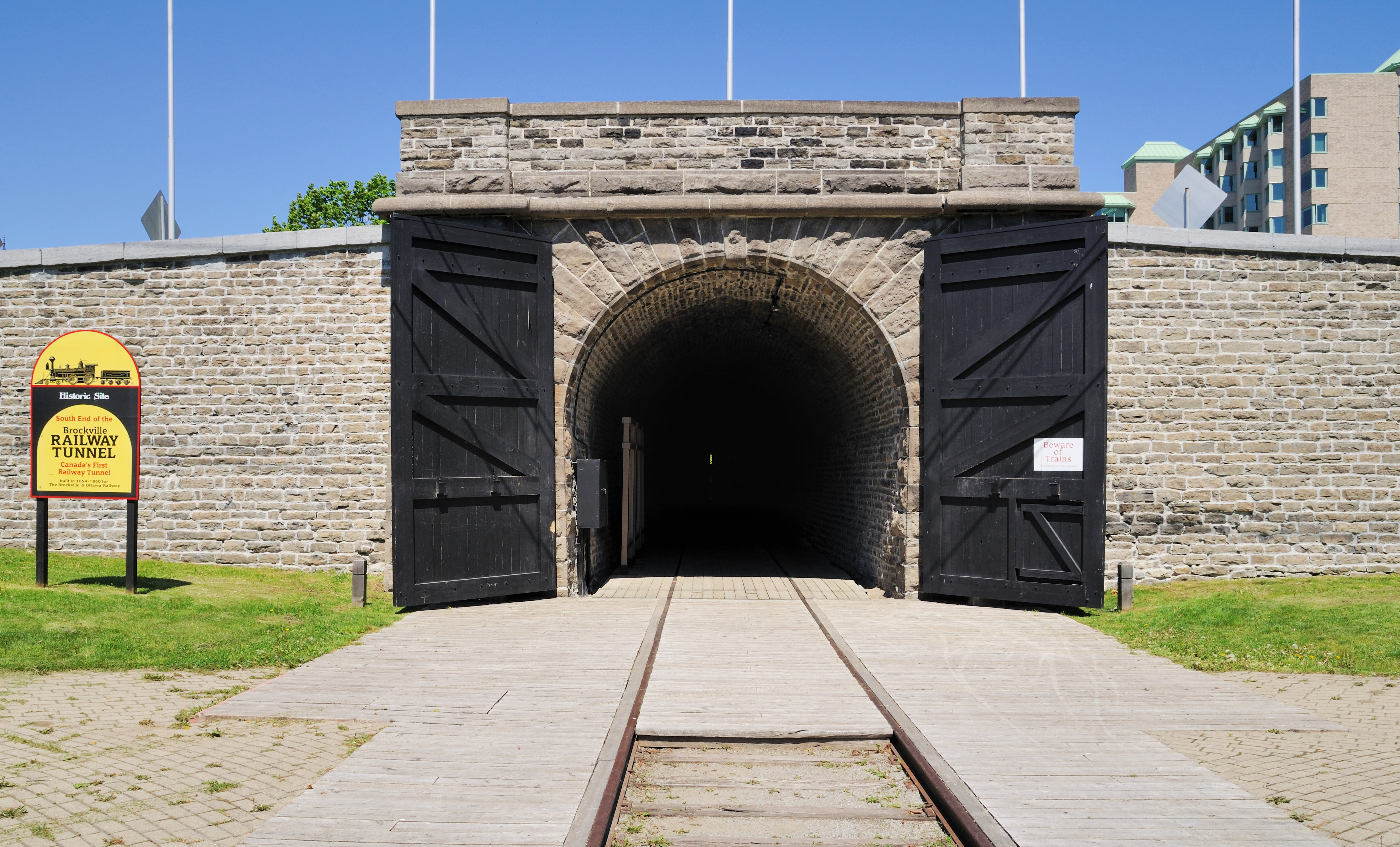
El portal sud del túnel de Brockville, el primer túnel ferroviari del Canadà, es va obrir el 1860.

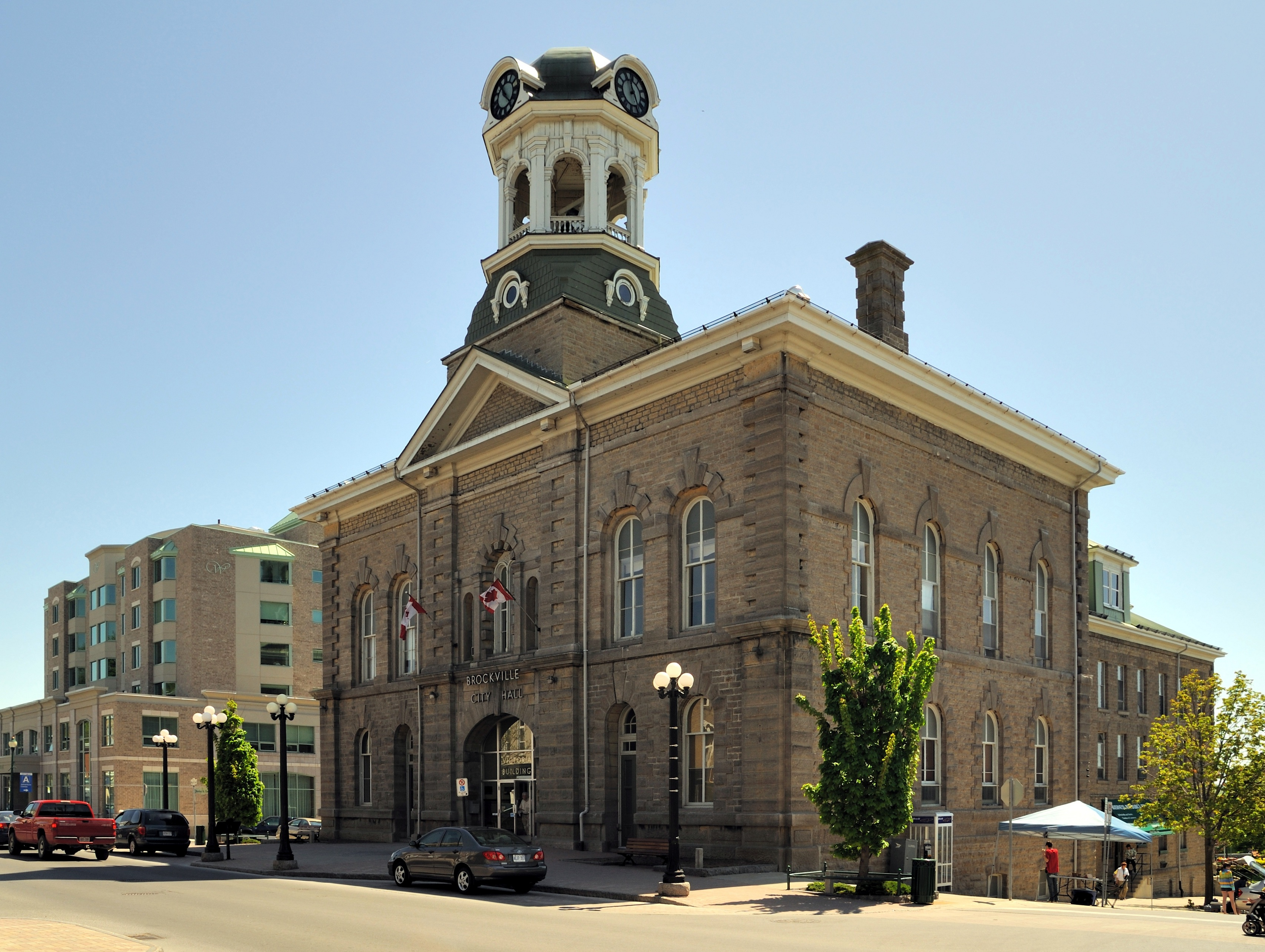
El Victoria Hall, actualment el lloc on es troba l'Ajuntament de Brockville, va ser construït entre 1862 i 1964 com a sala de concerts al davant i un mercat de carnissers a la part posterior.

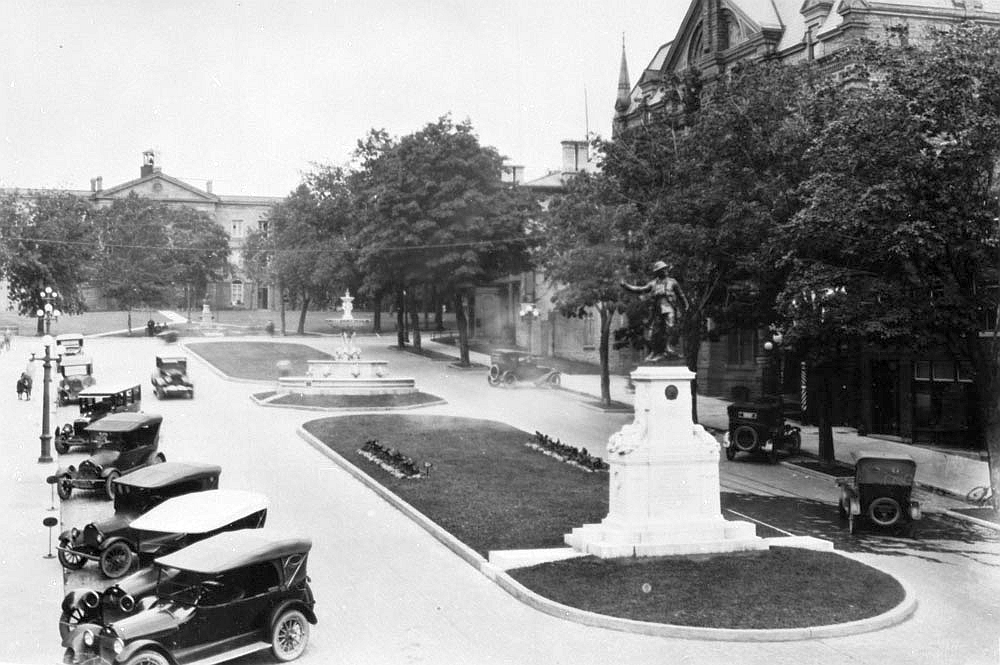
Avinguda del Palau de Justícia i Memorial de la Guerra, 1925

El riu Sant Llorenç va ser batejat pels exploradors francesos al segle xviii per honorar el martiritzat cristià romà, Sant Llorenç. El 1785, el primer lleialista de la UE a ocupar terres, on ara hi ha Brockville, va ser William Buell Sr. (1751-1832), un estendard dissolt dels King's Rangers, de l'estat de Nova York. Els residents solien anomenar el primer assentament la badia de Buell. Cap al 1810, funcionaris governamentals de l'Alt Canadà van assignar el nom d'Elizabethtown al poble en desenvolupament. No obstant això, com aquest era el nom del municipi circumdant, els vilatans no estaven satisfets.
Durant l'estiu de 1812, l'honorable Charles Jones, i altres residents importants del poble, llavors conegut amb el nom enganyós d'Elizabethtown, van començar a referir-se al poble com a Brockville en la seva correspondència. El comandant general britànic a l'Alt Canadà i administrador temporal de la província era el major general Isaac Brock. Va ser celebrat com l '"heroi i salvador" de l'Alt Canadà a causa del seu recent èxit en aconseguir la rendició dels nord-americans de Fort Detroit durant els primers mesos de la guerra de 1812-14.
Després de la rendició de Fort Detroit, el general Brock participà en altres batalles a la península del Niàgara. El 13 d'octubre de 1812 va resultar ferit de mort mentre conduïa tropes cap a les altures prop del poble de Queenston, aleshores temporalment en mans de la milícia nord-americana.
Una incursió a Elizabethtown es va produir a primera hora del matí del 7 de febrer de 1813, quan Benjamin Forsyth i 200 de les seves forces americanes van creuar el Riu Sant Llorenç i van ocupar l'assentament, es van apoderar de botigues militars i públiques, van alliberar presoners americans i van capturar soldats de la milícia local.
El general Brock es va assabentar dels fets d'Elizabethtown, però no va tenir l'oportunitat de donar la benedicció oficial al nom abans de morir. Els funcionaris provincials van trigar força anys a acceptar oficialment el nou nom, però es va convertir en el nou nom del poble, pel que fa als residents.
El 1830, la població de Brockville havia superat els 1000 habitants. Això li donava dret a ser representat pel seu propi membre electe a la Cambra de l'Assemblea. Henry Jones, el cap de correus del poble, va ser elegit l'octubre de 1830 per a l'11è Parlament de la província.
Brockville es va convertir en la primera ciutat autònoma incorporada a Ontario el 28 de gener de 1832, dos anys abans que la ciutat de Toronto. Mitjançant la Llei de policia de Brockville aprovada per l'Assemblea Legislativa de l'Alt Canadà, es va concedir a Brockville el dret de governar els seus propis assumptes, aprovar lleis i augmentar els impostos. Les primeres eleccions per a la nova Junta de Policia es van celebrar el 2 d'abril de 1832, quan quatre ciutadans masculins van ser elegits per a la Junta de Policia. Aquests quatre, al seu torn, van triar un cinquè membre, Daniel Jones, que es va convertir en el primer president (o alcalde) de la junta de policia de Brockville. El març de 1836 es va convertir en el primer nadiu de l'alt Canadà que va rebre un títol de cavaller per serveis a la Corona; des de llavors va ser conegut com "Sir Daniel Jones".
El 1846 la població tenia 2.111 habitants i hi havia molts edificis fets amb pedra i maó. Hi havia un jutjat i una presó del comtat, sis esglésies o capelles i un moll de vapor per viatjar des de i cap a Mont-real i Kingston. Es van publicar dos diaris, hi havia dues agències bancàries i l'oficina de correus rebia correus diàriament. Diversos departaments judicials i governamentals tenien oficines aquí. Les primeres indústries consistien en un molí de grana, quatre adoberies, dues asheries i quatre fabricants de carros, a més de comerciants de diversos tipus.
A finals del segle xix, la ciutat es va desenvolupar com un centre local de la indústria, incloent la construcció de vaixells, serreries, adoberies, llauners, una foneria, una fàbrica de cervesa i diversos hotels. El 1854, a Brockville i a Morristown, Nova York, a través del riu Sant Llorenç, havia sorgit una indústria de la patent de medicaments amb productes com ara les píndoles d'arrel índia del Dr. Mackenzie i després del Dr. Williams per gent pàl·lida.
El 1855, Brockville va ser escollit com a punt de divisió del nou Grand Trunk Railway entre Montreal i Toronto. Això va contribuir al seu creixement, ja que podria oferir llocs de treball en manteniment ferroviari i camps relacionats. Al mateix temps, es va construir la línia nord-sud del ferrocarril Brockville i Ottawa per unir el comerç de fusta de la vall d'Ottawa amb la ruta del vaixell del riu Sant Llorenç. Un túnel ben dissenyat per a aquest ferrocarril va ser excavat sota el centre de Brockville. Acabat el desembre de 1860, el túnel de Brockville va ser el primer túnel ferroviari construït al Canadà.
Brockville i moltes altres ciutats del Canadà occidental van ser objectius de l'amenaçada invasió feniana després de la Guerra Civil dels Estats Units que va acabar el 1865. El juny de 1866, la Germandat Irlandesa-Americana de Fenians va envair Canadà. Van llançar incursions a través del riu Niàgara cap a la Província Unida del Canadà (Ontario) i des de Vermont cap al Canadà Est (Quebec). El primer ministre canadenc, Sir John A. Macdonald, va fer una crida a les companyies de milícies voluntàries de totes les ciutats per protegir el Canadà. Es va mobilitzar la Brockville Infantry Company i la Brockville Rifle Company (ara The Brockville Rifles). Els fracassos dels atacs fenians van ser un catalitzador que va contribuir a la creació del nou Canadà confederat el 1867.
El 1869, Brockville tenia 5.000 habitants i una estació de passatgers al Grand Trunk Railway. Era la ciutat dels comtats units de Leeds i Grenville i un port d’entrada. Els vaixells de vapor s'aturaven diàriament a Brockville mentre navegaven entre Montreal, Kingston, Toronto i Hamilton. El ferrocarril Brockville i Ottawa connectava Brockville amb Smith's Falls, Perth, Almonte, Carleton Place i Sandy Point. Durant l'estiu, un transbordador de vapor circulava cada mitja hora entre Brockville i Morristown, Nova York.
El 1962, a Brockville se li va concedir l'estatus oficial de ciutat. El seu escut presentava un rusc envoltat d’una cadena daurada i porta el lema Industria, Intelligentia, Prosperitas. Es tracta d’un disseny heràldic oficial. Brockville és una de les poques ciutats canadenques que té una bandera heràldica reconeguda.

## Situació

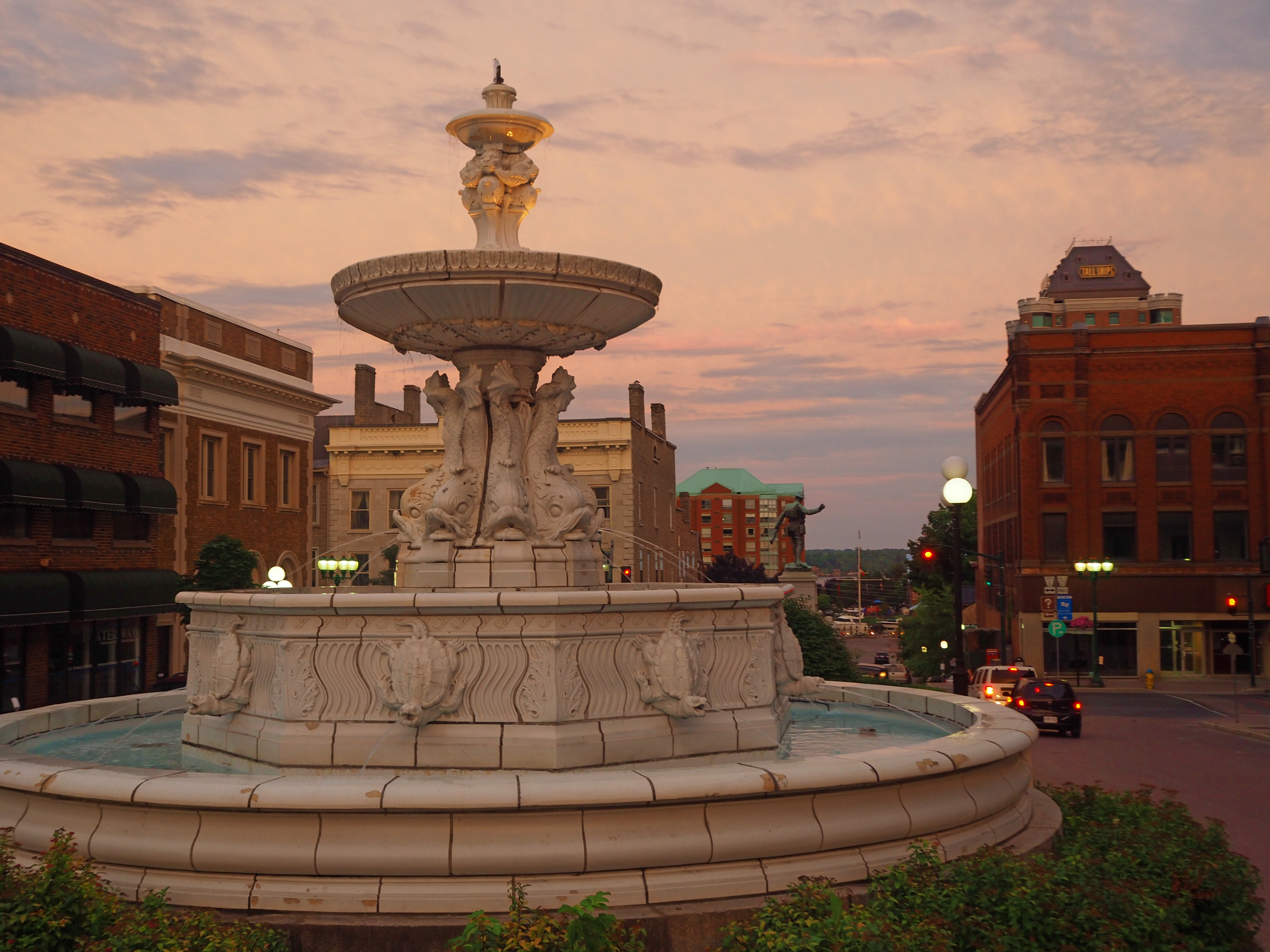
Font commemorativa de John H. Fulford, que es va erigir el 1916.

Anomenada la Ciutat de les Mil Illes, Brockville es troba directament enfront de Morristown (Nova York) a l'altra banda del riu, aproximadament a mig camí entre Cornwall a l'est i Kingston a l'oest i a poc més d'una hora de la capital canadenca, Ottawa.

## Demografia
| 2001  | 2006  | 2011  | 2016  |
| ----- | ----- | ----- | ----- |
| 21375 | 21957 | 21870 | 21346 |